# روخاو
روخاو (به آلمانی: Rochau) یک شهر در آلمان است که در Stendal واقع شده‌است. روخاو ۷۰۹ نفر جمعیت دارد.